# Forrestville
Forestville es un lugar designado por el censo ubicado en el condado de Schuylkill en el estado estadounidense de Pensilvania. En el año 2010 tenía una población de 435 habitantes. Forestville forma parte del área micropolitana de Pottsville.

## Geografía
Forestville se encuentra ubicado en las coordenadas 40°41′38″N 76°17′32″O / 40.69389, -76.29222.. Según la Oficina del Censo de los Estados Unidos, Forestville tiene una superficie total de 0,86 mi² (2,2 km²), de la cual 0,86 mi² (2,2 km²) corresponden a tierra firme y 0 mi² (0 km²) es agua.

## Demografía
Según la Oficina del Censo en 2000 los ingresos medios por hogar en la localidad eran de $35,156 y los ingresos medios por familia eran $41,250. Los hombres tenían unos ingresos medios de $36,250 frente a los $20,313 para las mujeres. La renta per cápita para la localidad era de $20,599. Alrededor del 6.9% de la población estaba por debajo del umbral de pobreza.